# Skaza (dramat)
Skaza – dramat Marzeny Brody powstały w 2004. Został opublikowany po raz pierwszy w miesięczniku „Dialog”. Prapremiera miała miejsce 16 października 2005 w Teatrze Studyjnym w Łodzi. Została też zrealizowana wersja telewizyjna spektaklu, wyreżyserowana przez Marcina Wronę, wyemitowana 7 października 2005. Wystąpili w niej Joanna Pierzak (Samantha Coleman), Jan Dravnel (Matt Coleman), Aleksandra Konieczna (Sara Coleman), Patrycja Durska (Michelle), Paloma Millies-Lacroix (Samantha - dziecko) oraz Krzysztof Kiersznowski (Facet z dołu - głos).